# Природокористування
Природокористува́ння (англ. natural resource management) — сфера виробничої та наукової діяльності, вся сукупність засобів, які застосовує суспільство задля комплексного вивчення, освоєння, використання, відновлення, поліпшення й охорони природного середовища та природних ресурсів з метою розвитку продуктивних сил, забезпечення сприятливих умов життєдіяльності людини. Сукупність усіх впливів людства на природу, яка включає заходи з її освоєння, перетворення і охорони. Прикладна екологія вивчає заходи, щодо зменшення руйнівного впливу природокористування.

## Загальний опис
Природокористування є теорією та практикою раціонального використання людиною природних ресурсів у середовищі суспільно-виробничої діяльності, спрямованої на задоволення потреб людства цими ресурсами, а також збереження різноманітності і якості довкілля.
Перспективними напрямками раціонального природокористування є:
1. Забезпечення оптимального використання природних ресурсів, здійснення реструктуризації економіки, спрямувавши її у бік зменшення використання матеріальних і енергетичних ресурсів, та використовуючи при цьому сучасні безвідходні та маловідходні технології у всіх галузях господарства.
2. Подолання світової екологічної кризи, яка нестримно насувається. Для цього необхідно організовувати ефективну і постійно діючу міжнародну спільноту для вирішення всіх економіко-екологічних проблем взагалі та раціональне природокористування зокрема.
3. Міжнародне кооперування у науково-технічній галузі, з метою залучення до сучасного технічного прогресу менш розвинутих країн у технічному і у технологічному відношенні.
4. Широке ефективніше використання енергії Сонця та інших «нетрадиційних» джерел енергії: вітру, термальних джерел, біогаз, депоноване тепло у глибинах земних надр та Світового океану, зокрема. При цьому слід повсюдно використовувати більш ефективні технології енергозбереження.
5. Використання біотехнологій у виробництві продуктів харчування, енергетиці та захисті біосфери від антропогенних забруднень, освоєння космічного простору з господарськими цілями: прогнозування клімату, моніторинг біосферних процесів, дослідження клімату, дослідження антропогенних забруднень біосфери, а також з метою запобігання глобальних воєнних конфліктів та щодо уникнення небажаних наслідків природних стихій (буревіїв, землетрусів, виверження вулканів, цунамі тощо).
6. Втілення розвитку міжнародної програми екологічної освіти та виховання населення планети з тим, щоб екологічне мислення людства спрямувати обличчям до Природи, створити культ Природи з метою подолання екологічної кризи та запобігання екологічної катастрофи. На сьогодні більш значущої проблеми не існує. А тому для її вирішення необхідно залучати весь наявний потенціал усього людського суспільства.

## Філософське бачення
Природокористування важлива складова частина проблеми взаємодії природи та суспільства. Характер природокористування змінюється з розвитком суспільних формацій і перебуває в тісному взаємозв'язку з рівнем науки та техніки. В умовах науково-технічної революції взаємодія між природою та суспільством значно ускладнилася у зв'язку зі зростанням потреб суспільства у природних ресурсах, інтенсивністю і характером впливу людини на природне середовище. Це приводить до ускладнення екологічної ситуації в окремих регіонах.

## Класифікація
Основними видами природокористування є:
- промислове (в тому числі гірничо-промислове),
- сільськогосподарське,
- рекреаційне.

За характером використання природних ресурсів розрізняють:
- землекористування,
- водокористування,
- лісокористування,
- використання мінеральних ресурсів,
- інші види природокористування.

Крім того, виділяють раціональне П., засноване на вивченні, охороні, раціональному освоєнні і перетворенні довкілля, і нераціональне П., що веде до прискореного вичерпання природних ресурсів, підриву рівноваги в біосфері, зниження оздоровчих і естетичних якостей такого середовища, іноді її деградації.
Важливе значення у сучасних умовах набуває комплексний підхід до природокористування, зокрема комплексно-територіальний, що включає глобальні, міждержавні, державні, локальні та інші проблеми.

## Регулювання природокористування
Регулювання природокористування — реальний механізм включення природозахисної політики у функціонування господарської системи. Таких регуляторів можна виділити кілька:
1. нормативно-правові.
2. організаційно-управлінські.
3. економічні.

### Природоохоронна діяльність у світі
У другій половині XX ст. природоохоронна діяльність у світі була активною. У 1946 році утворена ЮНЕСКО — спеціалізована міжурядова організація ООН, яка сприяє поширенню освіти, науки і культури. На конференції у Франції в 1947 році був заснований Міжнародний союз захисту природи, пізніше — Міжнародний союз охорони природи і природних ресурсів. У 1967 році підписано договір про принципи діяльності держав по використанню космічного простору, включаючи Місяць і інші небесні тіла; учасниками цього договору є вже більше 70 країн. У 1968 році утворено «Римський клуб» — неурядова міжнародна організація, завданням якої є вивчення сценаріїв майбутнього людства і його стосунків з природою. У 1971 році групою північноамериканських активістів створена організація з охорони довкілля — Грінпіс (Зелений світ), яка до початку 1990-х років мала офіси в 80 країнах світу і налічувала в 158 країнах близько 5 млн своїх активних прихильників.
У 1972 році Генеральною Асамблеєю ООН заснована програма ООН по довкіллю (ЮНЕП), яка стала організаційним ядром механізму здійснення Міжнародних конвенцій та угод. Під її егідою здійснювалося понад міжнародних проектів з охорони довкілля в різних районах земної кулі. У 1973 році відповідно до міжнародної програми ЮНЕСКО «Людина і біосфера» до переліку особливо важливих природних територій введена категорія «Біосферний заповідник». У 1977 році в Найробі (Кенія) проведена Всесвітня конференція ООН з проблем опустелювання; представники 94 країн, що брали участь в її роботі, ухвалили План дій по боротьбі з цим явищем. У 1980 році була проголошена «Всесвітня стратегія охорони природи» — міжнародний документ, розроблений Міжнародним союзом охорони природи і природних ресурсів (МСОП) за підтримки Програми ООН з довкілля (ЮНЕП) та відповідно Всесвітнього фонду охорони дикої природи. У 1982 році Генеральна Асамблея ООН прийняла «Всесвітню хартію природи» — документ, спрямований на збереження основних природних процесів на відносно сталому рівні.
Практично майже всі ці міжнародні організації та їх дії, а також багато інших, були спрямовані на охорону живої природи, що відповідає завданням і нормам екології. Набагато менше заходів проводилося з вивчення та охорони надр. На XXVI сесії Міжнародного геологічного конгресу (1980, Париж) предметом інженерної геології було визнано геологічне середовище як частина літосфери, залучена в господарську діяльність і яка має прямі і опосередковані впливи. У 1991 році у Франції прийнята Міжнародна декларація пам'яті Землі, розроблена учасниками Першого міжнародного симпозіуму охорони геологічної спадщини. Аналогічні питання розглядалися і вирішувалися на Міжнародних геологічних конгресах.

### Законодавство
Природокористування — закріплення в системі законодавства, економічних заходів та стимулів, спрямованих на забезпечення охорони довкілля (НПС), екологічної безпеки та організованого раціонального природокористування.
До системи права у сфері раціонального природокористування входять:
- правове регулювання, збереження й відновлення природних ресурсів,
- державний і громадський контроль за виконанням вимог охорони природи і раціонального природокористування.

Структура природоохоронного законодавства і історія його формування досить складна. Вона включає дотримання законів і кодексів України, міжнародних конвенцій та угод, які стосуються використання та охорони надр, які ратифіковані країною. У країні утвердилася система складання ТЕО або ТЕД (техніко-економічне обґрунтування або доповідь), що передує розвідці або введення родовища в експлуатацію. Головними серед них є положення про земельний відвід, затверджених запасах корисних копалин, повноті вилучення розробляємих корисних копалин, дотримання положень про охоронюваних територіях.
Елементи:
- фінансування заходів щодо охорони НПС;
- встановлення лімітів використання природних ресурсів (викидів, забруднюючих речовин у НПС);
- екологічний податок;
- фонди охорони НПС;
- комплекс заходів стимулювання;
- екологічне страхування;
- екологічний аудит.

#### В радянські часи (СРСР)
У післявоєнні роки одним з найбільш великих природоохоронних заходів в країні було проведення в великих масштабах державних лісових захисних смуг і полезахисних лісонасаджень відповідно до постанови РМ і ЦК ВКП (б) від 20.10.1948. Така діяльність різко активізувалася в останній чверті ХХ ст. Так в 1975 році прийнята Постанова Верховної Ради СРСР «Про заходи щодо подальшого посилення охорони надр та поліпшення використання корисних копалин». Прийнято також Основи законодавства СРСР і союзних республік про надра (9.07.75). У 1979 році опубліковано постанову ЦК КПРС і Ради Міністрів СРСР «Про додаткові заходи щодо посилення охорони природи і поліпшення використання природних ресурсів». У 1984 році в Криму створено природоохоронний науковий комплекс по літомониторинга, про який ми вже неодноразово згадували, а в 1987 році засновано Державний комітет з охорони природи при Раді Міністрів. Ми стали 139-ю країною, в якій створена подібна структура.

#### В Україні
Природоохоронна діяльність останніх десятиліть була орієнтована не тільки на загальну охорону природи, а й на охорону надр, раціональне використання корисних копалин. У 1989 році у нас було розроблено Програму геолого-екологічних робіт країни на 1990—2005 роки, в числі завдань якої було проведення спеціалізованого геолого-екологічного картування дрібного, середнього і великого масштабів. У 1990 році прийнято Земельний кодекс України. У 1994 році набрав чинності Кодекс України «Про надра», який регламентував питання охорони природи при експлуатації родовищ корисних копалин. У 1995 році прийнято Закон України «Про екологічну експертизу».